# The Missing (Fernsehserie)
The Missing (englisch für ‚Die Vermissten‘) ist eine britische Krimiserie, die von Harry und Jack Williams entwickelt und geschrieben wurde.

## Handlung

### Erste Staffel
Wegen einer Autopanne auf dem Weg in den Urlaub müssen Tony, Emily und ihr fünfjähriger Sohn Ollie in einer Stadt im Norden Frankreichs Zwischenstation machen. Während der Live-Übertragung des Viertelfinales der Fußball-Weltmeisterschaft 2006 in einer Poolbar verschwindet Ollie inmitten einer Schar Fußballfans. Trotz einer umfassenden Suche bleibt der Junge spurlos verschwunden. Die örtliche Polizei betraut einen der renommiertesten Ermittler Frankreichs, Julien Baptiste, mit dem Fall. Die Verzweiflung der Eltern wird dabei von den Medien bis ins kleinste Detail verfolgt.
Acht Jahre später ist das Verschwinden von Ollie immer noch nicht aufgeklärt. Die Eltern haben sich zwischenzeitlich getrennt, doch Tony glaubt nach wie vor nicht an den Tod seines Sohnes. Emily befindet sich mittlerweile in einer neuen Beziehung mit dem Kriminalbeamten Mark Walsh. Als neue Hinweise zum Verschwinden seines Sohnes auftauchen, kann Tony den mittlerweile pensionierten Ermittler Julien Baptiste dazu überreden, den Fall erneut aufzurollen. Am Ende erfahren die Eltern, dass ihr Sohn von einem betrunkenen Autofahrer angefahren wurde und dessen Bruder, der Untersuchungsrichter, alle Spuren beseitigen ließ, es wird jedoch nicht abschließend geklärt, ob das Kind tot ist oder von Kinderhändlern verschleppt wurde. Während die Mutter vom Tod ihres Sohnes ausgeht, mit der Geschichte abschließen kann und wieder heiratet, forscht der Vater weiter nach und wird, nachdem er an vielen Orten Kinder als seinen Sohn angesprochen hat, in Russland verhaftet.

### Zweite Staffel
Sam und Gemma Webster sind britische Militärangehörige, die in Eckhausen bei Hannover stationiert sind. Vor elf Jahren verschwand ihre 13-jährige Tochter Alice spurlos, das Paar blieb allein mit ihrem Sohn Matthew zurück.
Kurz vor Weihnachten des Jahres 2014 taucht Alice unvermittelt in ihrem Heimatort wieder auf. Das schwerkranke Mädchen wird ins Krankenhaus eingeliefert und murmelt im Delirium den Namen „Sophie Giroux“. In der Klinik entfernt man ihren Blinddarm. Die Eltern warten am Krankenbett, bis Alice aufwacht. Die junge Frau ist schwer traumatisiert und schreckt vor ihrer Familie zurück.
Die Militärpolizei nimmt die Ermittlungen unter der Leitung von Eve Stone wieder auf. Eve vermutet einen Zusammenhang mit der Entführung von Sophie Giroux und kontaktiert den pensionierten Julien Baptiste, der während seiner aktiven Zeit mit dem Fall des französischen Mädchens betraut war. Julien macht sich auf den Weg nach Deutschland, um die freigelassene Alice zu befragen.
Alice lebt wieder bei ihren Eltern, die keinen Zugang zu ihrer Tochter finden. In den Befragungen der Polizei gibt Alice an, der Metzger im Ort habe sie und Sophie verschleppt. Der Beschuldigte streitet alles ab und die Suche nach dem Verlies bleibt ergebnislos. Als sich ein Militärangehöriger erschießt, findet Julien Baptiste eine Spur, die in den Irak führt.
In einem weiteren Handlungsstrang wird der Verlauf der Ermittlungen zwei Jahre später, im Jahre 2016, erzählt. Alice ist tot und ihr Vater Sam ist durch schwere Brandnarben entstellt. Julien Baptiste ist todkrank und setzt alles daran, das zweite vermisste Mädchen zu finden.

## Figuren
| Figur           | Darsteller          | Deutscher Sprecher  |
| --------------- | ------------------- | ------------------- |
| Julien Baptiste | Tchéky Karyo        | Ralph Schicha       |
| Erste Staffel   |                     |                     |
| Tony Hughes     | James Nesbitt       | Michael Lott        |
| Emily Hughes    | Frances O’Connor    | Ulrike Stürzbecher  |
| Mark Walsh      | Jason Flemyng       | Thomas Loibl        |
| Ian Garrett     | Ken Stott           | Wolfgang Müller     |
| Mary Garrett    | Diana Quick         |                     |
| Malik Suri      | Arsher Ali          | Oliver Scheffel     |
| Vincent Bourg   | Titus De Voogdt     | Julian Manuel       |
| Khalid Ziane    | Saïd Taghmaoui      | Pierre Kiwitt       |
| Celia Baptiste  | Anastasia Hille     | Anke Korte          |
| Oliver Hughes   | Oliver Hunt         | Tim Eitner          |
| Alain Deloix    | Jean-François Wolff |                     |
| Laurence Relaud | Émilie Dequenne     | Elisabeth von Koch  |
| Rini Dalca      | Anamaria Marinca    | Anna Ewelina        |
| Karl Sieg       | Johan Leysen        |                     |
| Zweite Staffel  |                     |                     |
| Gemma Webster   | Keeley Hawes        | Solveig Duda        |
| Sam Webster     | David Morrissey     | Matthias Klie       |
| Alice Webster   | Abigail Hardingham  | Marcia von Rebay    |
| Matthew Webster | Jake Davies         |                     |
| Eve Stone       | Laura Fraser        | Shandra Schadt      |
| Jorn Lenhardt   | Florian Bartholomäi | Florian Bartholomäi |

Julien Baptisteist ein renommierter Ermittler in Frankreich. Er wurde mit dem Fall, das Verschwinden Ollies zu klären, betraut. Als Tony 2014 auf neue Spuren stößt, die mit Ollies Verschwinden zu tun haben, hilft er dem verzweifelten Vater bei der erneuten Suche. Er selbst hat eine drogenabhängige Tochter, die seine Hilfe nicht annehmen will.

### Erste Staffel
Tony Hughesist der Ex-Ehemann von Emily und Vater von Ollie. Auch nach acht Jahren glaubt er weiterhin daran, dass sein Sohn noch am Leben ist und macht sich mit dem Ermittler Julien Baptiste erneut auf die Suche nach diesem.
Emily Hughesist die Mutter von Ollie. Sie ist inzwischen von Tony geschieden. Trotz ihres Schmerzes und der Schuldgefühle glaubt sie nicht mehr daran, dass ihr Sohn noch lebt und beginnt mit dem Kriminalbeamten Mark Walsh eine neue Beziehung.
Mark Walshist Kriminalbeamter, der 2006 ebenfalls im Urlaub in Nordfrankreich war und die Familie Hughes unterstützte. Später verlobt er sich mit Emily Hughes, nachdem diese sich von Tony getrennt hatte.

### Zweite Staffel
Sam Websterist Militärangehöriger der britischen Streitkräfte. Nach den Ereignissen im Jahre 2014 wurde er in den Innendienst versetzt.
Gemma Websterarbeitet als Lehrerin. Sie unterstützt Julien in den Bemühungen, das zweite vermisste Mädchen zu finden.
Matthew Websterist der Bruder von Alice. Er fühlt sich schuldig am Tod seiner Schwester und gerät auf die schiefe Bahn.
Eve Stoneleitet die Ermittlungen der Militärpolizei. Sie entdeckt, dass ihr an Demenz leidender Vater in den Fall verwickelt ist.
Jorn Lenhartist ein deutscher Polizist, der Julien und die Militärpolizei bei der Suche nach Sophie unterstützt.

## Entstehung und Veröffentlichung
Die Serie wird in zwei unterschiedlichen Zeitebenen erzählt: Staffel eins spielt im Jahr 2006 (während Ollies Verschwinden) und in der Gegenwart, im Jahr 2014. Staffel 2 spielt 2014 während Alice’s Rückkehr und 2016, zwei Jahre nach Alice’s Tod.
Obwohl die erste Staffel in Frankreich und dem Vereinigten Königreich spielt, fanden die Dreharbeiten größtenteils in den belgischen Orten Huy, Halle, Charleroi und Brüssel statt. Lediglich einige wenige Szenen wurden tatsächlich in Paris und London gedreht. Die zweite Staffel spielt in Deutschland, Frankreich und der Schweiz. Der Ort Eckhausen ist fiktiv, gedreht wurde im belgischen Malmedy.
Die Erstausstrahlung fand am 28. Oktober 2014 auf dem britischen Sender BBC One statt. Das Serienfinale wurde am 16. Dezember 2014 ausgestrahlt. Die Erstausstrahlung der achtteiligen ersten Staffel in den USA fand ab dem 15. November 2014 auf dem US-amerikanischen Kabelsender Starz statt.
Die deutschsprachige Synchronisation entstand bei der Film- & Fernseh-Synchron unter der Dialogregie von Inez Günther, die gemeinsam mit Cosima Kretz auch das Dialogbuch verfasste. Seit dem 2. Oktober 2015 strahlt der Pay-TV-Sender Sky Atlantic HD die erste Staffel auf Deutsch aus, nachdem die erste Folge am 26. September 2015 auf Sky Krimi erstausgestrahlt wurde. Neben der TV-Ausstrahlung ist die Serie auch via Sky Go und Sky Anytime abrufbar; auf letztgenannter Plattform ist die jeweils nächste Folge seit dem 2. Oktober 2015 bereits eine Woche vor der TV-Ausstrahlung abrufbar.

## Episodenliste

### Erste Staffel
| Nr. (ges.) | Nr. (St.) | Deutscher Titel    | Originaltitel  | Erstausstrahlung UK | Deutschsprachige Erstausstrahlung (D) | Regie         | Drehbuch              | Zuschauer (UK) |
| ---------- | --------- | ------------------ | -------------- | ------------------- | ------------------------------------- | ------------- | --------------------- | -------------- |
| 1          | 1         | Eden               | Eden           | 28. Okt. 2014       | 26. Sep. 2015                         | Tom Shankland | Harry & Jack Williams | 5,76 Mio.      |
| 2          | 2         | Bete für mich      | Pray for Me    | 4. Nov. 2014        | 9. Okt. 2015                          | Tom Shankland | Harry & Jack Williams | 5,66 Mio.      |
| 3          | 3         | Die Versammlung    | The Meeting    | 11. Nov. 2014       | 16. Okt. 2015                         | Tom Shankland | Harry & Jack Williams | 5,79 Mio.      |
| 4          | 4         | Schuld             | Gone Fishing   | 18. Nov. 2014       | 23. Okt. 2015                         | Tom Shankland | Harry & Jack Williams | 4,98 Mio.      |
| 5          | 5         | Molly              | Molly          | 25. Nov. 2014       | 30. Okt. 2015                         | Tom Shankland | Harry & Jack Williams | 5,54 Mio.      |
| 6          | 6         | Beton              | Concrete       | 2. Dez. 2014        | 6. Nov. 2015                          | Tom Shankland | Harry & Jack Williams | 4,66 Mio.      |
| 7          | 7         | Rückkehr nach Eden | Return to Eden | 9. Dez. 2014        | 13. Nov. 2015                         | Tom Shankland | Harry & Jack Williams | 5,31 Mio.      |
| 8          | 8         | Bis dass der Tod   | Till Death     | 16. Dez. 2014       | 20. Nov. 2015                         | Tom Shankland | Harry & Jack Williams | 6,61 Mio.      |

### Zweite Staffel
| Nr. (ges.) | Nr. (St.) | Deutscher Titel               | Originaltitel            | Erstausstrahlung UK | Deutschsprachige Erstausstrahlung (D) | Regie      | Drehbuch              | Zuschauer (UK) |
| ---------- | --------- | ----------------------------- | ------------------------ | ------------------- | ------------------------------------- | ---------- | --------------------- | -------------- |
| 9          | 1         | Heimkehr                      | Come Home                | 12. Okt. 2016       | —                                     | Ben Chanan | Harry & Jack Williams | 7,83 Mio.      |
| 10         | 2         | Die Schildkröte und der Stock | The Turtle and the Stick | 19. Okt. 2016       | —                                     | Ben Chanan | Harry & Jack Williams | 7,08 Mio.      |
| 11         | 3         | Ein Gefängnis ohne Mauern     | A Prison Without Walls   | 26. Okt. 2016       | —                                     | Ben Chanan | Harry & Jack Williams | 6,75 Mio.      |
| 12         | 4         | Strandflieder                 | Statice                  | 2. Nov. 2016        | —                                     | Ben Chanan | Harry & Jack Williams | 6,74 Mio.      |
| 13         | 5         | Das Vergessen                 | Das Vergessen            | 9. Nov. 2016        | —                                     | Ben Chanan | Harry & Jack Williams | 7,11 Mio.      |
| 14         | 6         | Saint John                    | Saint John               | 16. Nov. 2016       | —                                     | Ben Chanan | Harry & Jack Williams | 6,59 Mio.      |
| 15         | 7         | 1991                          | 1991                     | 23. Nov. 2016       | —                                     | Ben Chanan | Harry & Jack Williams | 7,11 Mio.      |
| 16         | 8         | Der Berg                      | The Mountain             | 30. Nov. 2016       | —                                     | Ben Chanan | Harry & Jack Williams | —              |

## Auszeichnungen
Golden Globe Award
- 2015: Nominiert als Beste Miniserie oder Fernsehfilm
- 2015: Frances O’Connor nominiert als Beste Hauptdarstellerin einer Miniserie oder Fernsehfilms

Emmy Award
- 2015: Tom Shankland nominiert als Bester Regisseur einer Miniserie oder eines Fernsehfilms